# チャップリンとパン屋
『チャップリンとパン屋』（チャップリンとパンや、Dough and Dynamite）は、1914年公開の短編サイレント映画。キーストン社による製作で、主演・監督はチャールズ・チャップリン。1971年に映画研究家ウノ・アスプランドが制定したチャップリンのフィルモグラフィーの整理システムに基づけば、チャップリンの映画出演29作目にあたる。

## あらすじ
2人のウェイター（チャップリン、チェスター・コンクリン）が働くパン屋兼食堂でストライキが起こるが、2人は不参加。チャップリンはコンクリンとひっきりなしに喧嘩をし、いいかげんな給仕で混乱を起こす。店主も妻がウェイターと浮気したと誤解してチャップリンに食ってかかり乱闘になる。ストライキを決行した職人連中は、買ったパンにダイナマイトを仕込んで少女に頼んで返品させる。そのパンは再度オーブンに入れられる。パンは大爆発を起こして、チャップリンやコンクリン、店主、さらにストライキ派の職人連中も巻き込まれる（#外部リンク Internet Archive参照）。

## 背景・評価
いわゆるキーストン映画の予算の上限額は、誰が撮った作品にしろ1,000ドルが上限であった。チャップリンももちろんこの枠の中で作品を撮っていたのだが、この作品に限っては製作費は超過して1,800ドルもかかってしまった。予算超過のため、マック・セネットが『恋の二十分』以来続けていた1作あたり25ドルのボーナスも、この時ばかりは止められることとなった。またセネットは、作品を二巻ものにしないと採算が取れないと提案し、チャップリンもこれに従った。しかし、作品が公開されるや否や1年目だけで3万ドルとも13万ドルとも言われる儲けをキーストン社にもたらしたヒット作となった。のち、「ストライキを起こした連中がダイナマイトを仕掛ける」という設定は、『チャップリンの舞台裏』に転用される。ラストでダイナマイト入りのパンが爆発し店が派手に倒壊するというギャグは、『チャップリンのお仕事』（1915年）のラストで、妻とレオ・ホワイトのフランス人紳士の浮気を知り怒り狂った主人が拳銃を乱射し、ストーブが被弾、爆発して家が倒壊するというギャグで再現された。
ところで、いわゆる「チャーリー」は「弱者」の代表にカテゴライズされることが多く、チャップリン研究家の大野裕之は、初登場の『ヴェニスの子供自動車競走』でそういう構図が早くも完成しているとしている。ところが、この作品（と『チャップリンの舞台裏』）においては「チャーリー」はストライキを起こした職人に肩入れすることはない。映画研究家ジュリアン・スミスは、「チャーリー」は決して階級を意識して主体的に活動をすることはなく、あくまで闘争に巻き込まれたりするなどのハプニングを経て「弱者」の雰囲気を観客に伝えていると論じている。そもそも「チャーリー」は何かしらの意思行動やメッセージを自ら発するキャラクターではなく、『独裁者』（1940年）のラストの演説シーンは唯一の例外である。

## キャスト
- チャールズ・チャップリン - ウェイター
- チェスター・コンクリン - ウェイター
- フリッツ・シェイド（英語版） - パン屋の主
- ノーマ・ニコルズ - 主の妻
- セシル・アーノルド（英語版） - ウェイトレス
- ヴィヴィアン・エドワーズ - ウェイトレス
- フィリス・アレン - 客
- ジャック・ディロン - 客
- エドガー・ケネディ（英語版） - ストライキをするパン屋の職人
- スリム・サマーヴィル（英語版） - ストライキをするパン屋の職人
- チャーリー・チェイス（英語版） - ストライキをするパン屋の職人
- ウォレス・マクドナルド（英語版） - ストライキをするパン屋の職人

ほか

### 日本語吹替
| 俳優                     | 日本語吹替 |
| ------------------------ | ---------- |
| チャールズ・チャップリン | 大塚芳忠   |
| チェスター・コンクリン   | 多田野曜平 |
| フリッツ・シェイド       | 駒谷昌男   |
| ノーマ・ニコルズ         | 雨蘭咲木子 |
| （ナレーター）           | 羽佐間道夫 |

- 初回放送2014年10月19日スター・チャンネル[8]

この作品はサイレント映画だが、チャップリンのデビュー100周年を記念し、日本チャップリン協会監修のもと、スターチャンネルで日本語吹替が製作された。